# Grand Forks, Dakota de Nord
Grand Forks este un oraș și sediul comitatului Grand Forks, din statul Dakota de Nord, Statele Unite ale Americii. Orașul se află amplasat la altitudinea de 257 m deasupra n.m., are o suprafață de 49,9 km² și avea în 2007 51.740 de locuitori (ca metropolă 97.691 loc.).
Orașul Grand Forks este despărțit de "East Grand Forks" prin linia de graniță cu statul Minnesota.

## Istoric
Așezarea a fost pentru prima oară locuită de echipajul lui Alexander Griggs, căpitanul unui vapor cu aburi, care făcea comerț cu indienii. Numele "Grand Forks" l-a primit în 1870. Din anul 1883 în oraș există universitatea "University of North Dakota". Tot aici există baza militară aeriană "Grand Forks Air Force Base".
Evoluția demografică
- 1980 	43.765 locuitori
- 1990 	49.417
- 2000 	49.321

```
*2005 	49.792
```

## Personalități
- Lynn Anderson, cântăreață
- Walter Maddock, guvernator în North Dakota
- Nicole Linkletter, America’s Next Top Model
- Mancur Olson, economist
- James Rosenquist, pictor
- Paul Wehage, compozitor, saxofonist